# Nainpur
Nainpur è una suddivisione dell'India, classificata come municipality, di 21.769 abitanti, situata nel distretto di Mandla, nello stato federato del Madhya Pradesh. In base al numero di abitanti la città rientra nella classe III (da 20.000 a 49.999 persone).

## Geografia fisica
La città è situata a 22° 25' 60 N e 80° 7' 0 E e ha un'altitudine di 446 m s.l.m..

## Società

### Evoluzione demografica
Al censimento del 2001 la popolazione di Nainpur assommava a 21.769 persone, delle quali 11.072 maschi e 10.697 femmine. I bambini di età inferiore o uguale ai sei anni assommavano a 2.598, dei quali 1.355 maschi e 1.243 femmine. Infine, coloro che erano in grado di saper almeno leggere e scrivere erano 16.301, dei quali 9.005 maschi e 7.296 femmine.